# Plaque microtitre

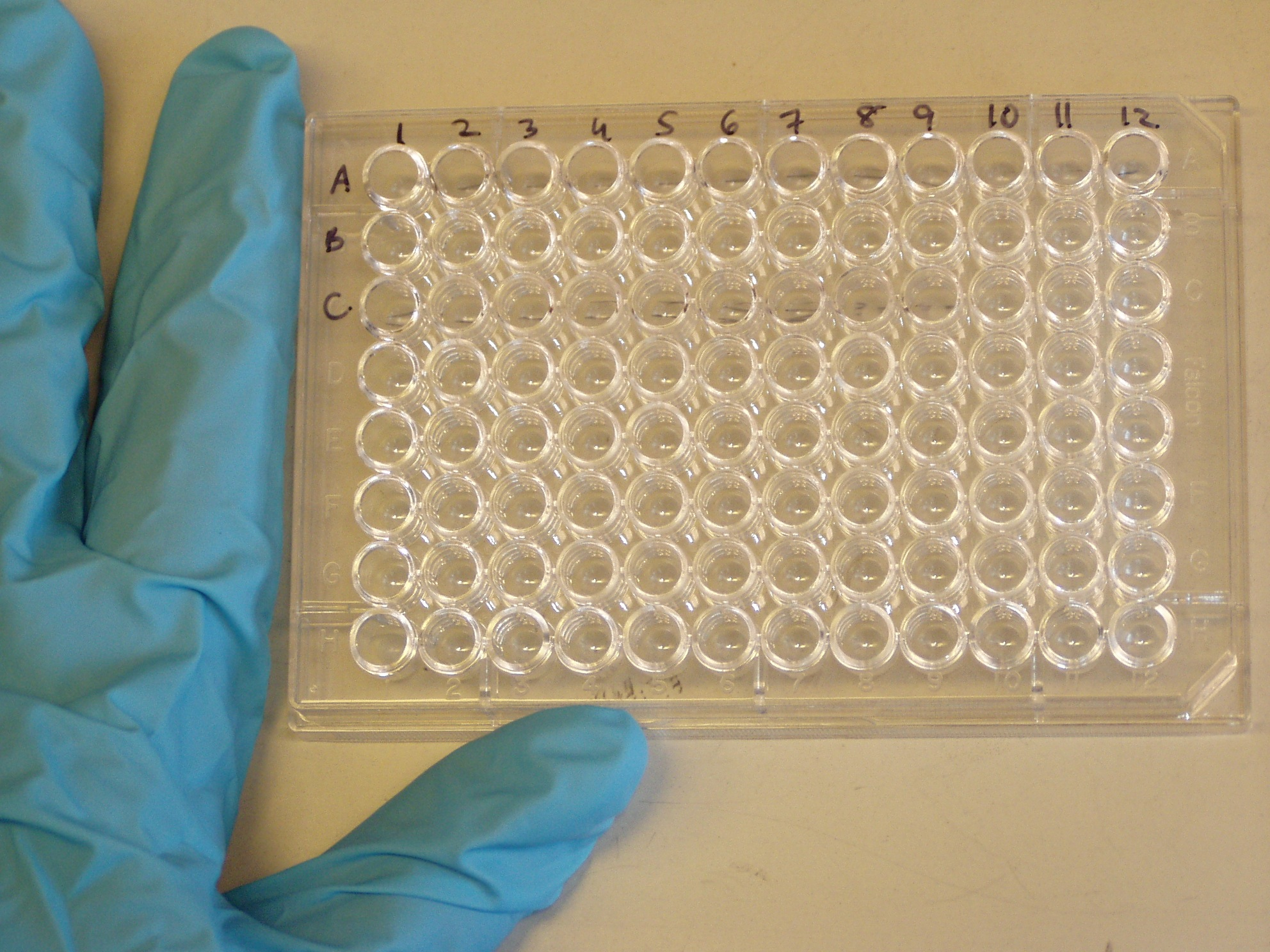
Une plaque microtitre de 96 échantillons.

Une plaque microtitre est une plaque avec de multiples « puits » utilisés comme de petites éprouvettes. La plaque microtitre est devenue un outil standard dans la recherche et l'analyse clinique des tests de diagnostic des laboratoires. Leur utilisation est très fréquente dans l'Enzyme-linked immunosorbent assay (ELISA). Une plaque microtitre peut généralement contenir 6, 24, 96, 384 ou même 1 536 échantillons, lesquels sont disposés sur une matrice rectangulaire de 2:3. Certaines ont même été fabriquées pour 3 456 ou 9 600 échantillons. Chaque échantillon d'une plaque microtitre contient généralement quelques centaines de microlitres de liquide. 
Les premières plaques microtitre ont été créées en 1951 par un hongrois, Dr. Gyula Takátsy (en), qui a usiné 6 lignes de 12 échantillons dans du Polyméthacrylate de méthyle. Toutefois, l'usage de la plaque microtitre a commencé à la fin des années 1950 lorsque John Liner aux États-Unis a mis en place une version moulée. En 1990, il y a eu une quinzaine d'entreprises produisant une vaste gamme de plaques microtitre aux caractéristiques différentes. Il a été estimé à 125 millions le nombre de plaques microtitre utilisées pendant la seule année 2000.
En 1996, la Society for Biomolecular Screening (SBS) a lancé une proposition visant à créer un standard de plaque microtitre. Une série de normes ont été achevées en 2003 et publiées par l'American National Standards Institute (ANSI), au nom de la SBS. Les normes régissent les diverses caractéristiques d'une plaque microtitre, y compris les dimensions (diamètre, espacement et profondeur) ainsi que les propriétés de la plaque (dimensions et rigidité). 
Un certain nombre d'entreprises ont mis au point des robots pour traiter spécifiquement les plaques microtitre SBS. Ces robots peuvent utiliser des liquides, les aspirer, dispenser des échantillons de liquide ou les transporter d'un instrument à l'autre. Des sociétés de fabrication d'instruments ont aussi conçu des lecteurs de plaque qui peuvent détecter certaines spécificités biologiques, chimiques ou physiques.